# Cornel Marin
Corneliu „Cornel” Marin (ur. 19 stycznia 1953 w Bukareszcie) – rumuński szablista, dwukrotny medalista olimpijski i dwukrotny medalista mistrzostw świata.
Na igrzyskach olimpijskich w Montrealu w 1976 reprezentacja Rumunii w składzie: Dan Irimiciuc, Ioan Pop, Marin Mustață, Cornel Marin, Alexandru Nilca zdobyła brązowy medal w zawodach drużynowych. Indywidualnie zajął 24. miejsce. Podczas rozgrywanych cztery lata później igrzysk olimpijskich w Moskwie był piąty w rywalizacji drużynowej i dziewiąty w indywidualnej. Brał również udział w igrzyskach olimpijskich w Los Angeles w 1984, wspólnie z Ioanem Popem, Alexandru Chiculițą, Marinem Mustațą i Vilmoșem Szabo zajmując drużynowo trzecie miejsce. W zawodach indywidualnych zajął tym razem trzynastą pozycję.
Podczas mistrzostw świata w Grenoble w 1974 wraz z Danem Irimiciuciem, Ioanem Popem i Alexandru Nilcą zdobył srebrny medal w zawodach drużynowych. Rumuni zostali jednak zdyskwalifikowani za stosowanie dopingu. W tej samej konkurencji zdobył też srebro na mistrzostwach świata w Buenos Aires w 1977, a podczas mistrzostw świata w Budapeszcie dwa lata wcześniej zajęli trzecie miejsce.
Indywidualnie zostawał mistrzem Rumunii w 1976, 1983 i 1985.
Jego kuzyn, Marin Mustață, także był szermierzem.